# Fathi Terbil
Fathi Terbil, cujo nome em árabe é também romanizado como Fatih Turbel, (em árabe: فتحي_تربل) é advogado e ativista político defensor dos direitos humanos.

É um elemento opositor do regime do presidente da Líbia Muammar al-Gaddafi. Como advogado e ativista político, celebrizou-se na defesa das famílias das vítimas do Massacre da Prisão de Abu Salim em 1996. Sua prisão, por parte do regime, ajudou a acender ainda mais os protestos na Líbia em 2011.
Atualmente, Terbil contribui com o Conselho Nacional de Transição da Líbia, como representante da Juventude.